# Eoanthidium rothschildi
Eoanthidium rothschildi är en biart som först beskrevs av Joseph Vachal 1909.  Eoanthidium rothschildi ingår i släktet Eoanthidium och familjen buksamlarbin. Inga underarter finns listade i Catalogue of Life.